# マドレーヌ諸島 (カナダ)
マドレーヌ諸島（マドレーヌしょとう、フランス語: Îles de la Madeleine、英語: Magdalen Islands）は、カナダ東部の小さな12の砂の島嶼。
セントローレンス湾中央部、ノヴァスコシア州とプリンスエドワード島の北に位置し、行政区としてはケベック州ガスペジー・マドレーヌ諸島地域に属する。
総面積194.803 km2。住民は、400隻以上の難破船の生存者からの子孫が多い。フレンチ・インディアン戦争の間にアカディア人が定住し、漁業を営んできた。ケベックで最も古くから英語が公用語化した地域の1つだったが、英語話者の多くはフランス語常用者に同化されたか、他の地域へ移住した。アザラシ見物や海水浴の観光地でもある。 2006年の人口は13,091人。灯台が設立された後に難破船は減少した。
カップ・オ・ムール島は、行政、病院、公共サービスなどが集まっており、この諸島で中心的な島である。